# Kirgizemys
Kirgizemys is een geslacht van uitgestorven schildpadden uit de familie Macrobaenidae, dat van Vroeg- tot Midden-Krijt in het huidige Rusland, China, Mongolië en Kirgizië leefde. De schildpad was verwant aan de moderne bijtschildpad. Hij leefde in China samen met zijn verwant, de Manchurochelys. In China zijn naast Kirgizemys en Manchurochelys ook vroege zoogdiertjes zoals de Eomaia en de Volaticotherium, vroege vogels zoals de Confuciusornis en de voorouder van de Tyrannosaurus, de Dilong, en andere dinosauriërs gevonden. In Rusland leefde de Kirgizemys naast het zoogdierreptiel Xenocretosuchus, de krokodillen Tagarosuchus en Kyasuchus, verschillende soorten hagedissen en dinosauriërs, het zoogdiertje Gobiconodon en enkele paleoniscide vissen.